# Zuytpeene

Zuytpeene este o comună în departamentul Nord, Franța. În 1 ianuarie 2022 avea o populație de 542 de locuitori.